# Blodröd sol (film, 1993)
Blodröd sol, (engelska Rising sun), är en amerikansk drama-thriller från 1993 i regi av Philip Kaufman med Sean Connery och Wesley Snipes i huvudrollerna. Filmen hade Sverigepremiär den 12 november 1993.

## Handling
Det japanska företaget Nakamoto har en fest på sitt Los Angeles-kontor när en prostituerad hittas död, efter ett uppenbart våldsamt sexuellt möte. Få personer inom Nakamoto har möjlighet att ta sig upp till den strikt säkerhetsomgärdade våningen. När kriminalpolis Web Smith, tillsammans med kårens veteran John Connor som har stor kännedom om Japans språk och kultur, anländer blir de motarbetade av företagets ägare som vill undvika en stor skandal. Till sist får dock Smith och Connor tag på en diskett med mordet från en av företagets säkerhetskameror, där dock mördarens identitet är dold i de mörka skuggorna i rummet. Så de lämnar disketten till en redigeringsexpert som efter en noggrann analys upptäcker att disketten är förfalskad, vilket får Smith och Connor att misstänka att företaget försöker dölja vem den verklige mördaren är.

## Om filmen
- Filmen är inspelad i Los Angeles.
- Filmen bygger på Michael Crichton's bok Blodröd sol (originaltitel Rising sun) från 1991.

## Roller (urval)
- Sean Connery - Kapten John Connor
- Wesley Snipes - Webster Smith
- Harvey Keitel - Tom Graham
- Cary-Hiroyuki Tagawa - Eddie Sakamura
- Kevin Anderson - Bob Richmond
- Mako - Yoshida-san
- Ray Wise - Senator John Morton
- Stan Egi - Ishihara
- Stan Shaw - Phillips
- Tia Carrere - Jingo Asakuma